# Grupo 15 de Astronautas da NASA

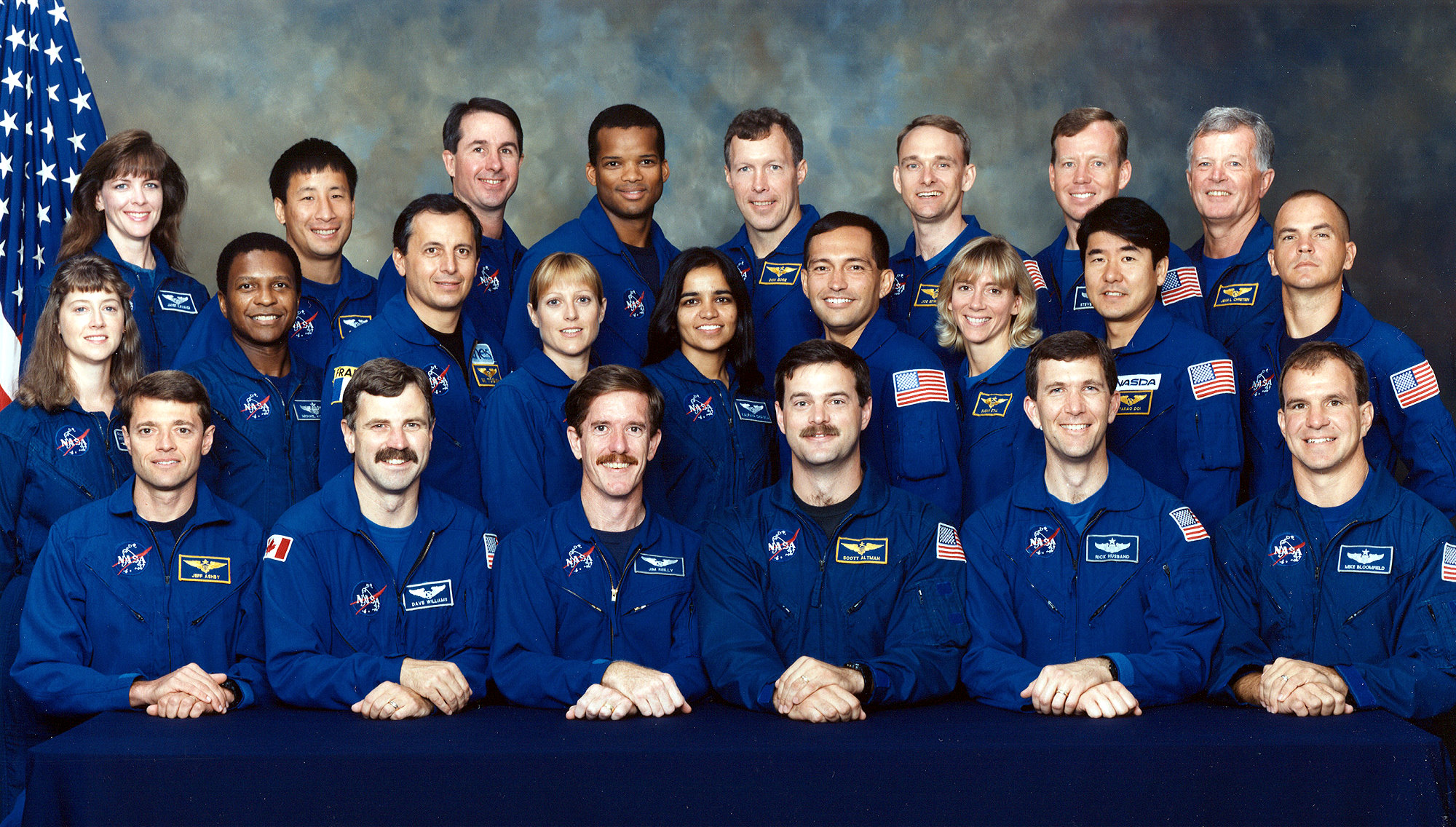
Os vinte e três astronautas em 1994. Atrás: Kavandi, Lu, Robinson, Curbeam, Gorie, Edwards, Lindsey e Chrétien. Meio: Melroy, Anderson, Tognini, Hire, Chawla, Noriega, Kilrain, Doi e Sturckow. Frente: Ashby, Williams, Reilly, Altman, Husband e Bloomfield.

O Grupo 15 de Astronautas da NASA, também chamado de Os Escargots Voadores, foi um grupo de astronautas selecionado pela Administração Nacional da Aeronáutica e Espaço (NASA) para integrarem o programa espacial dos Estados Unidos. Foi o décimo quinto grupo de astronautas da NASA e foram selecionados em 1994. Eles eram: Scott Altman, Michael Anderson, Jeffrey Ashby, Michael Bloomfield, Kalpana Chawla, Robert Curbeam, Joe Edwards, Dominic Gorie, Kathryn Hire, Rick Husband, Susan Kilrain, Steven Lindsey, Edward Lu, Pamela Melroy, Carlos Noriega, James Reilly, Stephen Robinson e Frederick Sturckow. Além deles, quatro astronautas estrangeiros integraram o grupo durante os treinamentos: os franceses Jean-Loup Chrétien e Michel Tognini, o japonês Takao Doi e o canadense Dafydd Williams.

## Astronautas

### Pilotos
| Imagem | Nome                  | Nascimento             | Falecimento            | Carreira                              | ref    |
| ------ | --------------------- | ---------------------- | ---------------------- | ------------------------------------- | ------ |
|        | Scott D. Altman       | 15 de agosto de 1959   |                        | STS-90 STS-106 STS-109 STS-125        | [ 1 ]  |
|        | Jeffrey S. Ashby      | 16 de junho de 1954    |                        | STS-93 STS-100 STS-112                | [ 2 ]  |
|        | Michael J. Bloomfield | 16 de março de 1956    |                        | STS-86 STS-97 STS-110                 | [ 3 ]  |
|        | Joe F. Edwards Jr.    | 3 de fevereiro de 1958 |                        | STS-89                                | [ 4 ]  |
|        | Dominic L. P. Gorie   | 2 de maio de 1957      |                        | STS-91 STS-99 STS-108 STS-123         | [ 5 ]  |
|        | Rick D. Husband       | 12 de julho de 1957    | 1 de fevereiro de 2003 | STS-96 STS-107                        | [ 6 ]  |
|        | Susan L. Kilrain      | 24 de outubro de 1961  |                        | STS-83 STS-94                         | [ 7 ]  |
|        | Steven W. Lindsey     | 24 de agosto de 1960   |                        | STS-87 STS-95 STS-104 STS-121 STS-133 | [ 8 ]  |
|        | Pamela A. Melroy      | 17 de setembro de 1961 |                        | STS-92 STS-112 STS-120                | [ 9 ]  |
|        | Frederick W. Sturckow | 11 de agosto de 1961   |                        | STS-88 STS-105 STS-117 STS-128        | [ 10 ] |

### Especialistas
| Imagem | Nome                  | Nascimento             | Falecimento            | Carreira                               | ref    |
| ------ | --------------------- | ---------------------- | ---------------------- | -------------------------------------- | ------ |
|        | Michael P. Anderson   | 25 de dezembro de 1959 | 1 de fevereiro de 2003 | STS-89 STS-107                         | [ 11 ] |
|        | Kalpana Chawla        | 17 de março de 1962    | 1 de fevereiro de 2003 | STS-87 STS-107                         | [ 12 ] |
|        | Robert L. Curbeam Jr. | 5 de março de 1962     |                        | STS-85 STS-98 STS-116                  | [ 13 ] |
|        | Kathryn P. Hire       | 26 de agosto de 1969   |                        | STS-90 STS-130                         | [ 14 ] |
|        | Janet L. Kavandi      | 17 de julho de 1959    |                        | STS-91 STS-99 STS-104                  | [ 15 ] |
|        | Edward T. Lu          | 1 de julho de 1963     |                        | STS-84 STS-106 Soyuz TMA-2 Expedição 7 | [ 16 ] |
|        | Carlos I. Noriega     | 8 de outubro de 1959   |                        | STS-84 STS-97                          | [ 17 ] |
|        | James F. Reilly II    | 18 de março de 1958    |                        | STS-89 STS-104 STS-117                 | [ 18 ] |
|        | Stephen K. Robinson   | 26 de outubro de 1955  |                        | STS-85 STS-95 STS-114 STS-130          | [ 19 ] |

### Internacionais
| Imagem | Nome                     | Nascimento             | Carreira                                        | ref    |
| ------ | ------------------------ | ---------------------- | ----------------------------------------------- | ------ |
|        | Jean-Loup J. M. Chrétien | 20 de agosto de 1938   | Soyuz T-6 Soyuz TM-7 Mir EO-4 Soyuz TM-6 STS-86 |        |
|        | Takao Doi                | 18 de setembro de 1954 | STS-87 STS-123                                  | [ 20 ] |
|        | Michel A. C. Tognini     | 30 de setembro de 1949 | Soyuz TM-15 Soyuz TM-14 STS-93                  | [ 21 ] |
|        | Dafydd R. Williams       | 16 de maio de 1954     | STS-90 STS-118                                  | [ 22 ] |